# Euphorbia missurica
Euphorbia missurica là một loài thực vật có hoa trong họ Đại kích. Loài này được Raf. mô tả khoa học đầu tiên năm 1832.